# Szybka ścieżka
Szybka ścieżka (ang. fast track) w budownictwie to żargon branży budowlanej określający strategię realizacji przedsięwzięcia budowlanego, polegającą na rozpoczęciu budowy przed ukończeniem projektowania obiektu. Celem jest skrócenie czasu realizacji przedsięwzięcia budowlanego.

## Korzyści
Skracanie harmonogramów jest pożądane z powodów, które różnią się w zależności od właścicieli budynków. Krótszy harmonogram może skrócić czas wprowadzenia produktu wytwarzanego lub usługi świadczonej w obiekcie na rynek, zmniejszyć przeludnienie w okręgu szkolnym lub po prostu wcześniej zapewnić rodzinie nowy dom. Krótsze harmonogramy mogą również obniżyć koszty finansowania budowy i obniżyć koszty ogólne organizacji zajmujących się projektowaniem i budową. Krótsze harmonogramy mogą również zmniejszyć wpływ inflacji podczas budowy. Prowadzenie projektu szybką ścieżką jest zatem osiągane dzięki integracji faz projektowania i budowy.
Szybka ścieżka jest trudniejsza w zarządzaniu niż tradycyjny proces projektowanie-przetarg-budowa. Wymaga szczegółowej znajomości procesu, skutecznego planowania, rzetelności i ścisłej koordynacji pomiędzy organizacjami wykonującymi pracę.

## Nieodłączne ryzyko
Ostateczny koszt realizacji obiektu budowlanego jest niepewny w momencie rozpoczęcia budowy, ponieważ projekt nie jest ukończony. W przedsięwzięciach budowlanych realizowanych szybką ścieżka projekt – dokumentacja budowlana i specyfikacje są niekompletne, więc ustalenie ostatecznego kosztu stwarza problemy. Aby poradzić sobie z tą trudnością, właściciele zazwyczaj korzystają z umowy z wykonawcą (zarządcą przedsięwzięcia budowlanego lub generalnym wykonawcą) przewidująca zapłatę po kosztach z marżą – koszt plus (ang. cost plus). Umowa może zawierać kosztorys bez ustalania limitu kosztów, ustalać koszt zamierzony, lub może istnieć gwarantowana cena maksymalna (ang. – Guaranteed maximum price – GMP). Jednak nawet w przypadku gwarantowanej ceny maksymalnej – GMP można się spierać o zakres prac objętych tą ceną, ponieważ projekt był niekompletny w momencie realizacji kontraktu.
Istnieje również ryzyko, że prace zbudowane we wczesnej fazie projektu mogą nie odpowiadać późniejszym decyzjom projektowym. Na przykład, jeśli kształt budynku zmieni się po zbudowaniu fundamentów, wzrastają koszty i opóźnienia związane z modyfikacją ukończonych fundamentów. Lub element wyposażenia wybrany na późnym etapie procesu może wymagać odpływów lub przyłączy wodociągowych i energetycznych, których nie przewidziano na początku projektu. Ponadto interpretacja założeń projektowych przez wykonawcę może różnić się od właściciela, co może skutkować konfliktem interesów.
Jeśli czas nie jest kluczowy, właściciele mogą rozważnie podejść do ukończenia fazy projektowania i uzyskać ustaloną cenę ryczałtową przed rozpoczęciem budowy (metoda realizacji przedsięwzięcia budowlanego typu projekt-przetarg-budowa). Jeśli jednak istnieje powód, aby przyspieszyć realizację projektu, szybka ścieżka może być używana z dowolną metodą realizacji przedsięwzięcia budowlanego, taką jak projekt-przetarg-budowa z zarządcą przedsięwzięcia budowlanego jako doradcą i wykonawcą (DBB with CMc) , projekt-budowa, projekt spinający i zintegrowana realizacja przedsięwzięcia budowlanego. Nawet w tradycyjnej metodzie projekt-przetarg-budowa można wykorzystywać koncepcję szybkiej ścieżki poprzez licytowanie oddzielnych generalnych/ głównych (ang. prime contracts) umów na roboty budowlane na poszczególne etapy prac.

## Historia procesu
Przez większość XIX i XX wieku powszechną metodą realizacji przedsięwzięć budowlanych była sekwencyjna projekt-przetarg-budowa, z przerwami między zakończeniem jednej fazy a rozpoczęciem następnej. Architekt i/lub inżynier wykonywał projekt, szczegółowe rysunki wykonawcze, pisał specyfikacje i zapraszał wielu wykonawców do złożenia w przetargu ofert określających cenę wykonania projektu.
Zazwyczaj organizacje rządowe preferowały zapłatę ryczałtem dla wszystkich etapów prac (wszystko poza projektem i budową), a także były zobowiązane do przyznania prac budowlanych zakwalifikowanemu w procesie przetargowym oferentowi proponującemu najniższą cenę. Polityczne założenie było takie, że niska oferta ryczałtowa świadczyła o rozważnym wykorzystaniu środków publicznych, a otwarte przetargi przetargowe świadczyły o uczciwym doborze wykonawców. Ponieważ konkurencyjne licytacje ryczałtowe wymagały kompletnych rysunków wykonawczych i specyfikacji, szybka ścieżka stosowana w realizacji projektów komercyjnych była niedostępna dla właścicieli publicznych.
Jednak większość przepisów dotyczących zamówień publicznych zezwalała na zamawianie usług architektonicznych, inżynierskich i innych w oparciu o kwalifikacje usługodawcy. (W Stanach Zjednoczonych reguluje to Ustawa Brooksa – ilustrując podejście stosowane przez rząd federalny USA).
W latach sześćdziesiątych dwudziestego wieku, podczas wojny w Wietnamie, amerykańscy studenci na studiach wyższych unikali poboru do wojska. W konsekwencji eksplodowała liczba studentów, uczelni i uniwersytetów. Problemy z zatłoczeniem były dotkliwe, ponieważ realizacja projektu i budowy budynków akademickich trwała zwykle od 4 do 6 lat. Tymczasem wysoka stopa inflacji niszczyła budżety na budowę. 4–5 letni harmonogram projektu mógł spowodować znaczne zmniejszenie siły nabywczej środków przeznaczonych na projekty budowlane.
W 1968 r. Fundusz Budowy Uniwersytetu Stanu Nowy Jork (SUCF) zlecił firmie Caudill Rowlett Scott (CRS) zbadanie sposobów skrócenia harmonogramów. W zakończonych badaniach postawiono hipotezę, że SUCF może zaoszczędzić 25–45% czasu dzięki budowie rozłożonej na etapy – fazy. Mogliby trzymać się swoich przepisów dotyczących zamówień, wybierając firmę doświadczoną w prowadzeniu budów metodą projekt-przetarg-budowa z zarządcą przedsięwzięcia budowlanego do usług zarządzania budową – firma ta nie zapewniałaby robocizny budowlanej ani materiałów – a wybierana byłaby na podstawie kwalifikacji.
Zarządca przedsięwzięcia budowlanego – CM nie wykonałby rzeczywistych prac budowlanych. Zarządca przedsięwzięcia – CM miałby profesjonalny obowiązek reprezentowania interesów właściciela jako doradca, podobnie jak architekt.
Nie była to całkowicie oryginalna koncepcja. Było kilka wcześniejszych przykładów podobnych procesów – firma Tishman Construction (obecnie część AECOM) świadczyła usługi zarządzania przedsięwzięciem budowlanym dla World Trade Center, które zostało zbudowane etapami (rozpoczęcie budowy w 1966 r., budynki zostały zniszczone 11 września 2001 r.).
SUCF zaakceptował raport na temat szybkiej ścieżki firmy CRS i zlecił firmie Smith, Hinchman & Grylls (obecnie SmithGroupJJR) wdrożenie swojego pierwszego projektu szybką ścieżką na Uniwersytecie Stony Brook w Stony Brook w stanie Nowy Jork. Projekt Stony Brook i późniejsze projekty CRS wykazały, że przewidywane oszczędności czasu były konserwatywne. Czasami użycie szybkiej ścieżki i zarządcy przedsięwzięcia budowlanego skracało czas do jednej trzeciej lub mniej konwencjonalnych harmonogramów.
Raport nosił tytuł „Szybka ścieżka” (ang. „Fast-Track”). Wydrukowano wiele egzemplarzy. Koncepcja profesjonalnego zarządcy przedsięwzięcia budowlanego, który mógłby wdrożyć etapowe projektowanie i budowę (ang. Fast-Track) dla projektów publicznych, szybko się rozprzestrzeniła. Ten proces przyjęło United States General Services Administration (Administracja usług ogólnych Stanów Zjednoczonych) oraz wielu innych klientów instytucjonalnych i rządowych w całych Stanach Zjednoczonych.
Jednak pomimo zalet skróconego harmonogramu, wielu właścicielom nie podobała się ponoszona odpowiedzialność za zarządzanie wieloma umowami z podwykonawcami traktowanymi jako główni wykonawcy w ramach jednego projektu i obawiali się braku gwarantowanej ceny maksymalnej. Pod koniec XX wieku i na początku pierwszego dziesięciolecia wieku XXI wiele organizacji rządowych zmieniło swoje przepisy dotyczące zamówień, aby umożliwić zarządcom przedsięwzięć budowlanych przejęcie kontraktów oraz zagwarantowanie ceny ostatecznej i harmonogramu. Aby odróżnić pierwotną koncepcję metody realizacji przedsięwzięcia budowlanego z zarządcą CM od nowszej koncepcji usług zarządcy przedsięwzięciem budowlanym, oryginał został nazwany metodą realizacji przedsięwzięcia budowlanego typu projekt-przetarg budowa z zarządcą przedsięwzięcia budowlanego jako doradcą, a zarządca przedsięwzięcia budowlanego, który wchodził w umowy z podwykonawcami i zapewniał niezmienność ceny i harmonogramu, został nazwany zarządca przedsięwzięcia budowlanego jako doradcą i wykonawcą, lub zarządca przedsięwzięcia budowlanego ponoszącym ryzyko (ang. Construction Manager at Risk).
Szybka ścieżka – (ang. Fast-Track) jest obecnie powszechnym terminem w branży budowlanej.